# Joan-Elies Adell
Joan-Elies Adell i Pitarch (Vinaroz, España, 1968) es un poeta español en idioma catalán. Pertenece al grupo literario de los Imparables, antologados en el volumen Imparables (2004).

## Biografía
Joan-Elies Adell nació en Vinaroz (Castellón) en 1968. Cursó estudios de Filología Catalana y Comunicación Audiovisual en la Universidad de Valencia, donde se doctoró con la tesis Música, escriptura, alteritat (la música com a practica social i la teoría del discurs). Es profesor de Teoría Literaria en la Universidad Abierta de Cataluña. Actualmente desempeña el cargo de director de la sede de Representación de la Generalidad de Cataluña en la ciudad italiana de Alguer. Por lo que respecta a su obra literaria, ha publicado diversas ensayos sobre la música y la cultura digital. Además, ha escrito diversos volúmenes de poesía, con títulos como La matèria del temps (1994), que ganó el premio Gabriel Ferrater de poesía, Oceà immòbil (1995), A curt termini (1997), que recibió el premio Ciudad de Elche de poesía, Un mateix cel (2000), Encara una olor (2003) premio Alfonso el Magnánimo, La degradació natural dels objectes (2004), Juegos Florales de Barcelona y Pistes Falses (2006), 1r premio Mario Sampere de poesía en lengua catalana, publicado en versión bilingüe catalán-español. Ha participado en las siguientes antologías:Bengales en la fosca 1998, Dotze poetes valencians 2000 Vint-i-un poetes del segle XXI, 2001 y Imparables, 2004.
Sus poemas han sido traducidos al inglés, francés, italiano, español, esloveno, checo y polaco.

## Obra

### Poesía
- La matèria del temps. Tarragona: El Mèdol, 1994
- Oceà immòbil. Catarroja: Ayuntamiento, 1995
- A curt termini. Valencia: Eliseu Climent / 3i4, 1997
- Un mateix cel. Valencia: 7 i mig, 2000
- Encara una olor. Alcira: Bromera, 2003
- La degradació natural dels objectes. Barcelona: Proa, 2004
- Pistes falses/Pistas Falsas. Santa Coloma de Gramenet: La Garúa, 2006
- Si no et tinc. Lleida: Pagès Editors, 2013
- Escandall. Barcelona: Meteora, 2014

### Ensayo
- Música i simulacre a l'era digital. Lérida: Pagès, 1997
- La música en la era digital. Lérida: Milenio, 1998.
- (ed.) Indústria musical i cultural popular. Barcelona: Editorial UOC, 2005.
- Guia sentimental de l'Alguer'. Barcelona: Pòrtic, 2016.